# 池州長江公鐵大橋
池州長江公鐵大橋，是一座公路鐵路兩用斜拉橋，跨越長江，連接長江南岸的池州市貴池區和北岸的銅陵市樅陽縣。全长3.1公里，其中主桥长1768米，为主跨812米的三主桁三索面双层钢桁梁斜拉桥，采用（100+378+812+364+114）米孔跨布置。按照“公路+城际铁路+城市轨道交通”合并过江的标准建设。上层作为宁枞高速公路的过江通道，按双向6车道布设，设计时速100公里；下层承载两线合肥至池州铁路，设计时速250公里；预留两线池铜市域铁路，设计时速160公里。
2023年3月25日，池州长江公铁大桥首个主墩开钻，标志着大桥主体工程全面开工。